# Sissa (Wijk bij Duurstede)
Het schaakgenootschap Sissa (1844 – 1865) was een Nederlandse schaakvereniging in Wijk bij Duurstede. De vereniging bezorgde de stad de reputatie van "bakermat van het schaken in de regio".

## Geschiedenis
De Nederlandse gemeenschap was in de negentiende eeuw zwaar verzuild en lokale sociale interactie verliep in het algemeen overeenkomstig de sociaaleconomische, culturele en religieuze karakteristieken ter plaatse. In het sociëteitslokaal van J.D. van Dijk aan De Markt van Wijk bij Duurstede ontmoetten en socialiseerden "vrijzinnige en vooral beschaafde heren". Daar werden zaken, politiek en maatschappelijke onderwerpen besproken. In deze societeit was de levensbeschouwing overwegend neutraal. Geloof speelde hier geen noemenswaardige rol, maar familie en relaties des te meer.
Mogelijk door W.J.L. Verbeeks enthousiasme voor het schaakspel werd het schaken steeds meer het middel om die ontmoetingen met regelmaat te houden. In 1844 richtte Verbeek tezamen met J.L. Banens en C.P. Pels de schaakgenootschap Sissa op. Het schaakgenootschap werd vernoemd naar Sissa, de mythische brahmaan waarvan de oprichters dachten dat hij het schaakspel had uitgevonden.
Het vanaf 1849 uitgegeven schaaktijdschrift Sissa, op zijn beurt vernoemd naar de vereniging, was aanvankelijk als clubblaadje ontwikkeld, maar in de aanloop naar de eerste uitgave werd duidelijk dat dit financieel niet haalbaar zou zijn en is het direct als landelijk schaaktijdschrift uitgegeven. Dit zou overigens ook passen in de visie van W.J.L. Verbeek, die een bloeiende nationale schaakgemeenschap voor ogen had.
Onder aanvoering van Verbeek was het schaakgenootschap Sissa zeer succesvol in correspondentiepartijen met schaakverenigingen elders in het land en bezorgde het Wijk bij Duurstede de reputatie van "bakermat van het schaken in de regio".
De vereniging is waarschijnlijk in 1865 ter ziele gegaan. De sociëteitslokaal waar de leden van Sissa ontmoetten heeft daarna nog tot in de vroege twintigste eeuw dienst gedaan onder de naam "Sociëteit Burgervriendenkring".
In 2006 is schaakvereniging Doredenkers in Wijk bij Duurstede opgericht. Hoewel de naam van deze vereniging een verwijzing is naar de geschiedenis van Wijk bij Duurstede, is er geen historische relatie met schaakgenootschap Sissa uit de negentiende eeuw.

## Leden
Leden van Sissa waren vooral heren van de gegoede burgerij en de vooraanstaande plaatselijke regentenelite.
Hoewel Sissa schaakgenootschap gekarakteriseerd wordt als een herenvereniging, is er geen melding dat het exclusief voor heren zou zijn, noch dat nieuwkomers zich op een of andere manier moesten bewijzen. Sterker nog, leden mochten onbeperkt vreemdelingen meebrengen. Hoewel er geen vrouwelijke leden in de registers te zien zijn, schroomde Verbeek, de voorman van het schaken binnen de vereniging, er niet voor ook met dames te schaken.
Onderstaande ledenlijst geeft een indruk van het type leden die de vereniging rijk was:
| Lid (geboren-overleden) | Sissa Lidmaatschap | Functies vervuld binnen Sissa    | Geloof ** | Beroep                                                               | Relaties                                                                                        |
| --- | ------------------ | -------------------------------- | --------- | -------------------------------------------------------------------- | ----------------------------------------------------------------------------------------------- |
| W.J.L. Verbeek (1820-1888) | 1842*-             | Oprichter, Commissaris (1849-50) | RK        | Huisarts                                                             |                                                                                                 |
| J.L. Banens (1782-1852) | 1842*-1852         | Oprichter                        | RK        | Rijksontvanger                                                       |                                                                                                 |
| C.P. Pels (1810-1891) | 1842*-             | Oprichter                        | RK        | Wijnhandelaar, raadslid (1851 [sic.]-1873), burgemeester (1848-1854) |                                                                                                 |
| J.J.A. Verbeek (1815-?) | 1843-              |                                  | RK        | Apotheker; raadslid (1851-1855), wethouder (1873)                    | Broer van W.J.L Verbeek; gehuwd met B.C.M. Banens                                               |
| W.F. Stramrood (1817-?) | 1843-              | Directeur (1849-50)              | NH        | Boekhandelaar/uitgever                                               | Uitgever van W.J.L. Verbeeks publicaties tot 1859.                                              |
| J.Heijmeriks (1814-?) | 1843-              |                                  | RK        | Loodgieter                                                           | Broer van de vrouw van W.J.L. Verbeek                                                           |
| J.A. Muller (1795-?) | 1843-              |                                  | NH        | Arts                                                                 | gehuwd met een schoonzuster van notaris en burgemeester H.J. van Marienhoff                     |
| N.W. van Doesburgh (1817-1854) | 1844-1854          |                                  |           | Notarisklerk. raadslid en wethouder                                  | Neef en beoogd opvolger van H.J. van Marienhoff.                                                |
| J.G. Hijmans | 1844-              | Voorzitter (1852)                | JO        | Wethouder (1873)                                                     |                                                                                                 |
| G. Philipsen | 1845-              | Voorzitter (1851)                |           |                                                                      |                                                                                                 |
| G.H. Derksen | 1846-              | Buitengewoon lid                 |           |                                                                      | Uit Cothen                                                                                      |
| Jh. Jan Carel Wendel Strick van Linschoten (1790-1850) | 1848-              | Secretaris (1852)                |           |                                                                      |                                                                                                 |
| M.F.A. Banens | 1849-1851          |                                  |           |                                                                      | Familie (broer?) van J.L. Banens. Eindigde lidmaatschap door verhuizing naar elders.            |
| L. Roelofsz | 1849-              | Buitengewoon lid                 |           |                                                                      | Uit Ravenswaaij                                                                                 |
| J.A.Muller | 1849-              |                                  |           | Raadslid (1873)                                                      |                                                                                                 |
| B.G. van Heijst | 1852-              |                                  |           | Raadslid (1873)                                                      |                                                                                                 |
| B.G.J. Blancke | 1858/61-?          |                                  |           | Manufacturier                                                        |                                                                                                 |
| C.N. Oliphant (1781-1867) | 1860?-             | Honorair lid                     | WH        | Apotheker                                                            | Woonde in Leiden                                                                                |
| J.G. Andriessen | 1860?-             |                                  |           | Boekhandelaar/uitgever                                               | Uitgever van W.J.L. Verbeeks publicaties in 1860-1866                                           |
| B.W. Duetz | 1862?-             |                                  |           | Raadslid?, Belastings-ambtenaar, ondernemer?                         | Speelde meerdere partijen met W.J.L. Verbeek, begin jaren 1860.                                 |
| A.E. Croockewit | ?                  |                                  |           | Schrijver?                                                           | Speelde meerdere partijen met W.J.L. Verbeek, maar mogelijk nadat de vereniging al weg was.     |
| P.A. d’Artillact Brill | ??                 |                                  |           | Belastingsambtenaar                                                  | Intekenaar voor het nieuw reglement in 1848                                                     |
| J.H. Grivel | ??                 |                                  |           | Kruidenier                                                           | Intekenaar voor het nieuw reglement in 1848                                                     |
| S.W. van Rouendal | ??                 |                                  |           |                                                                      | Intekenaar voor het nieuw reglement in 1848                                                     |
| H.J. van Mariënhoff (1792-1869) | Geen lid           |                                  |           | Burgemeester (1826-1849), raadslid (1824-1855)                       | Geen lid, maar toonde belangstelling voor het spel. Intekenaar voor het nieuw reglement in 1848 |
| Toelichting: * De vereniging bestond officieel vanaf 1884, maar de drie grondleggers kwamen al sinds 1842 periodiek bij elkander. ** RK = Rooms-katholiek; NH = Nederlands Hervormd; WH=Waals-Hervormd; JO = Joods |                    |                                  |           |                                                                      |                                                                                                 |

## Varia
Sissa is een populaire naam voor verenigingen in de schaakwereld. In het negentiende-eeuwse Nederlandse schaakwereld alleen al waren er ten minste vier schaakverenigingen met deze naam:
| Plaats             | Naam                      | Jaren       |
| ------------------ | ------------------------- | ----------- |
| Wijk bij Duurstede | Schaakgezelschap Sissa    | 1844-1867   |
| Leiden             | Sissa                     | 1857-1857   |
| Den Haag           | Sissa                     | 1879-1879   |
| Leiden             | Sissa                     | 1887-1900   |
| Groningen          | Schaakclub J.S.V. Sissa   | 1936-actief |
| Oirschot           | Schaakclub Sissa Oirschot | 1973-actief |
| Luykgestel         | S.V. Sissa Luykgestel     | 1976-actief |